# Fiat Multipla (1998)
La Fiat Multipla è una monovolume compatta prodotta dalla casa automobilistica italiana FIAT dal 1998 al 2010. Riprende, nel nome e in parte anche nella filosofia progettuale, l'antenata omonima prodotta dal 1956 al 1967.
Si tratta di un prodotto di automotive design che ha ricevuto una certa visibilità internazionale; nel 1999 il Museum of Modern Art di New York ha inserito la vettura nella sua mostra Different Roads come uno degli esempi delle nuove tendenze della motorizzazione di massa.

## Prima serie (1998-2003)
Anticipata nel 1996 dall'omonima concept car, la prima serie di Multipla (progetto 186) viene esposta in versione definitiva nel 1997 al Salone Internazionale di Francoforte e commercializzata nel gennaio del 1998. La vettura si basa su un telaio Space Frame in lamiera di acciaio studiato dalla Fiat per i modelli con volumi di produzione medio-bassi. La Multipla ha dall'esordio cambiato la classica struttura delle monovolume: la sua particolarità è quella di offrire sei sedili individuali e uguali, disposti su due file, ed un capiente bagagliaio (430 litri, ampliabile a 1300 con i sedili posteriori reclinati), in una lunghezza contenuta in meno di 4 metri.
Il pavimento è libero da qualsiasi ingombro: il pianale, invece di presentare il classico gradino sotto il sedile posteriore, è piatto e abbastanza alto da poter ospitare, nella parte inferiore, i componenti che equipaggiano le versioni BiPower, funzionante sia a benzina che a gas naturale (metano), GPower, con alimentazione sia a benzina che a GPL, e BluPower, alimentata solo a metano. La Multipla BiPower della prima serie è equipaggiata con una tecnologia per il controllo del motore sviluppata da Magneti Marelli Powertrain ed è caratterizzata dall'avviamento del motore sempre a metano anziché a benzina (come è in genere per i veicoli a doppia alimentazione); la Multipla BluPower invece è, in assoluto, la prima autovettura di serie nel mondo con la sola alimentazione a gas (monovalente).
Le sospensioni anteriori sono delle classiche MacPherson, mentre al retrotreno c'è una sospensione a ruote indipendenti del tipo a "bracci tirati" analoga a quella di molte auto derivate dal progetto Fiat Tipo. Questo schema sospensivo ha permesso di ricavare molto spazio nella zona posteriore. Il serbatoio ha una capacità di 63 litri sia per le versioni a benzina che per quelle a gasolio.
L'unicità degli interni e l'audace e particolare design della carrozzeria, nel quale spicca il vistoso "scalino" con due fanali tra cofano e parabrezza, hanno riservato alla Multipla un'accoglienza contrastante: se da una parte la vettura è stata menzionata dal già citato MoMA, dall'altra la rivista TIME l'ha invece inserita tra le "50 peggiori auto di tutti i tempi".
Al momento del lancio, la Fiat distribuì anche un videogioco per PC chiamato Multispy, dedicato all'auto e ambientato nel mondo (parodiato) dei romanzi gialli.

### Restyling 2001

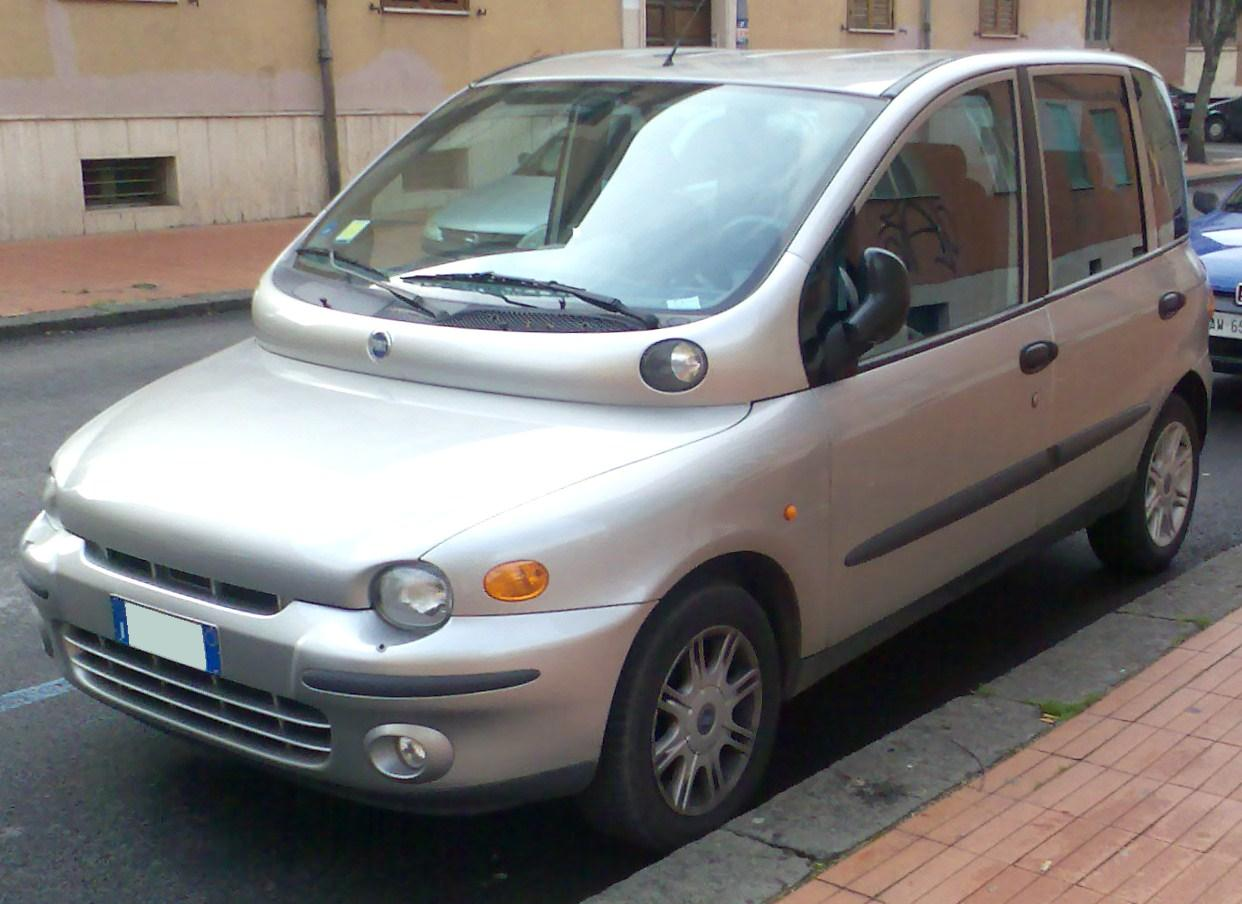
Multipla restyling 2001

Agli inizi del 2001 la Multipla è oggetto di un restyling concentrato soprattutto nei paraurti anteriori e posteriori, resi disponibili nella stessa verniciatura della carrozzeria, e nell'adozione del nuovo logo FIAT. Tra i propulsori viene introdotto un 1.9 JTD common-rail capace di 116 cavalli che manda in pensione la vecchia versione da 110 (a sua volta subentrata a quella iniziale da 105 cavalli alcuni mesi prima). Il motore rispetta la normativa Euro 3.
La vettura viene prodotta fino agli ultimi mesi del 2003, ma compare nei listini ufficiali fino ai primi mesi del 2004 per smaltire gli ultimi esemplari rimasti in giacenza presso i rivenditori.
Sottoposta ai crash test Euro NCAP nel 2001, la Multipla ottiene un risultato di 3 stelle nella protezione adulti e 2 stelle nell'impatto pedoni.

### Assemblaggio
La Multipla è stata assemblata nelle versioni benzina e turbodiesel presso gli stabilimenti di Mirafiori a Torino mentre le versioni alimentate a gas naturale sono state assemblate nell'ex stabilimento Alfa Romeo ad Arese (MI). La prima generazione è stata prodotta in 122.129 esemplari.

### Motorizzazioni
| Modello             | Disponibilità       | Motore                              | Cilindrata cm³ | Alesaggio (mm) | Potenza        | 0–100 km/h (secondi) | Velocità max (km/h) | Consumo medio (km/l) |
| 1.6 16V 100         | dal debutto         | 4 cilindri in linea, Benzina        | 1.596          | 80,5           | 76 kW (103 CV) | 12,6                 | 170                 | 11,6                 |
| 1.6 16V BiPower 100 | dal debutto         | 4 cilindri in linea, Benzina-Metano | 1.596          | 80,5           | 76 kW (103 CV) | 13,5                 | 168                 | 11,1                 |
| 1.6 16V GPower 100  | dal 2002            | 4 cilindri in linea, Benzina-GPL    | 1.596          | 80,5           | 76 kW (103 CV) | 13,5                 | 168                 | 11,1                 |
| 1.6 16V BluPower 95 | dal debutto al 2001 | 4 cilindri in linea, Metano         | 1.581          | 86,4           | 70 kW (95 CV)  | 15,5                 | 160                 | 11,8                 |
| 1.9 JTD 8V 105      | dal debutto al 1999 | 4 cilindri in linea, Diesel         | 1.910          | 82,0           | 77 kW (105 CV) | 12,4                 | 170                 | 15,6                 |
| 1.9 JTD 8V 110      | dal 1999 al 2001    | 4 cilindri in linea, Diesel         | 1.910          | 82,0           | 81 kW (110 CV) | 12,3                 | 172                 | 15,6                 |
| 1.9 JTD 8V 115      | dal 2001            | 4 cilindri in linea, Diesel         | 1.910          | 82,0           | 85 kW (116 CV) | 12,2                 | 176                 | 15,6                 |

## Seconda serie (2004-2010)

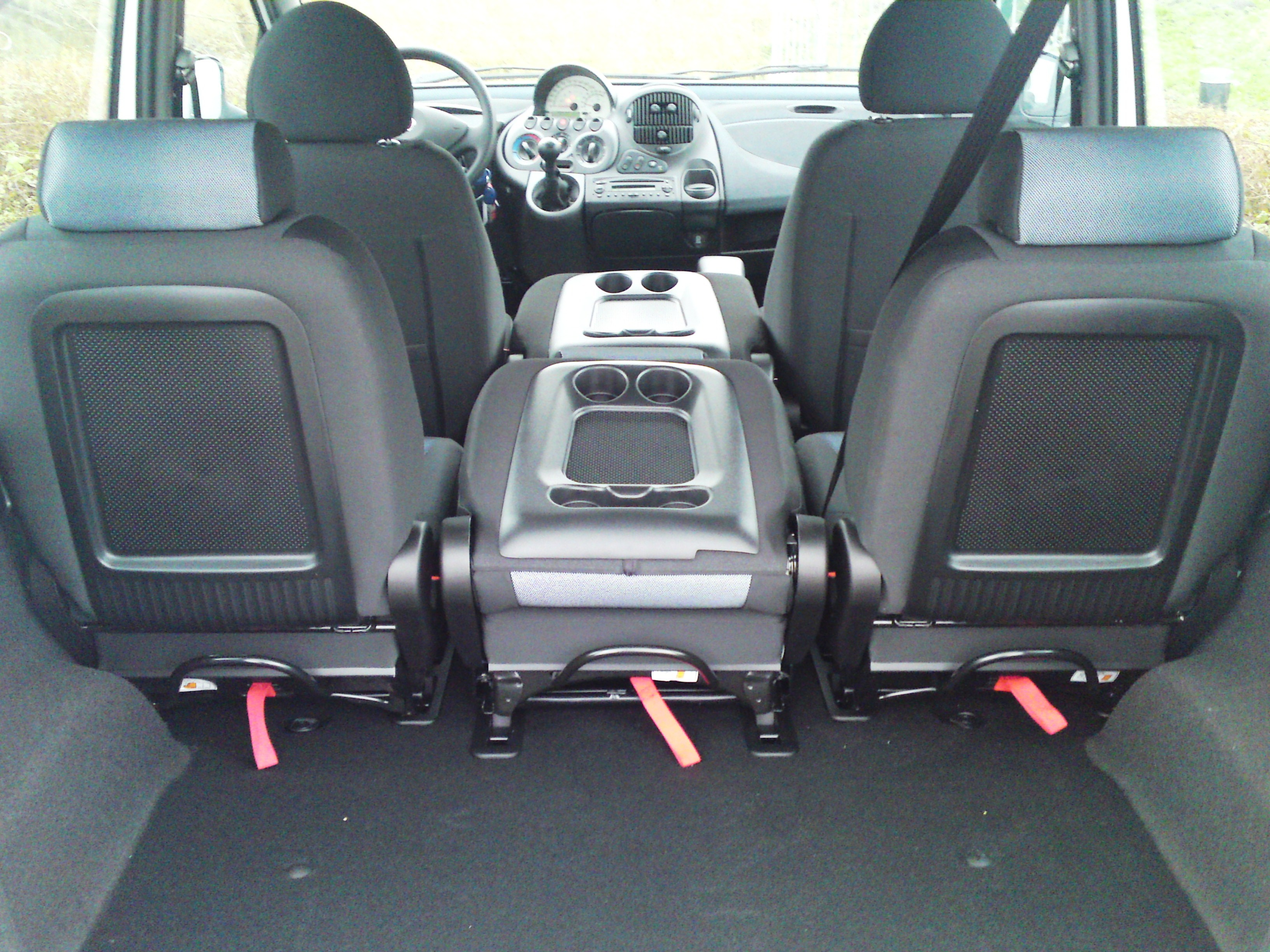
Interni della Fiat Multipla

La seconda serie viene presentata al Salone Internazionale di Ginevra 2004 e commercializzata a partire dall'estate dello stesso anno. A cambiare è soprattutto l'aspetto nella zona frontale, dove il vistoso e discusso "scalino" che caratterizzava la precedente generazione è stato eliminato per riprendere il family feeling lanciato dalla sorella minore Idea. La linea della vettura appare molto simile a quella della prima serie, ma più equilibrata e con un look meno trasgressivo e originale. La calandra è segnata dai fari trapezoidali, mentre la coda è stata oggetto di leggere modifiche alla fanaleria e al gruppo portellone-paraurti inferiore, che incrementano le dimensioni della vettura di 10 centimetri.
Rimangono pressoché invariati gli interni, dove si apprezzano le sei poltrone, la plancia con strumenti posizionati al centro, rivolti al guidatore, e la leva del cambio posta in posizione rialzata proprio accanto al volante. Il pianale posteriore è abbastanza alto per continuare a ospitare i serbatoi delle versioni a gas. Con la seconda serie non vengono riproposti i modelli a GPL e a metano monovalente, mentre rimangono in listino quelli alimentabili sia a benzina che a metano, rinominati Natural Power, marchio utilizzato dal 2003 da Fiat per indicare i suoi veicoli a gas naturale. Per garantire un'elevata affidabilità del modello la Fiat utilizzò il pianale della prima serie della Multipla anche per la seconda.

### Restyling 2006

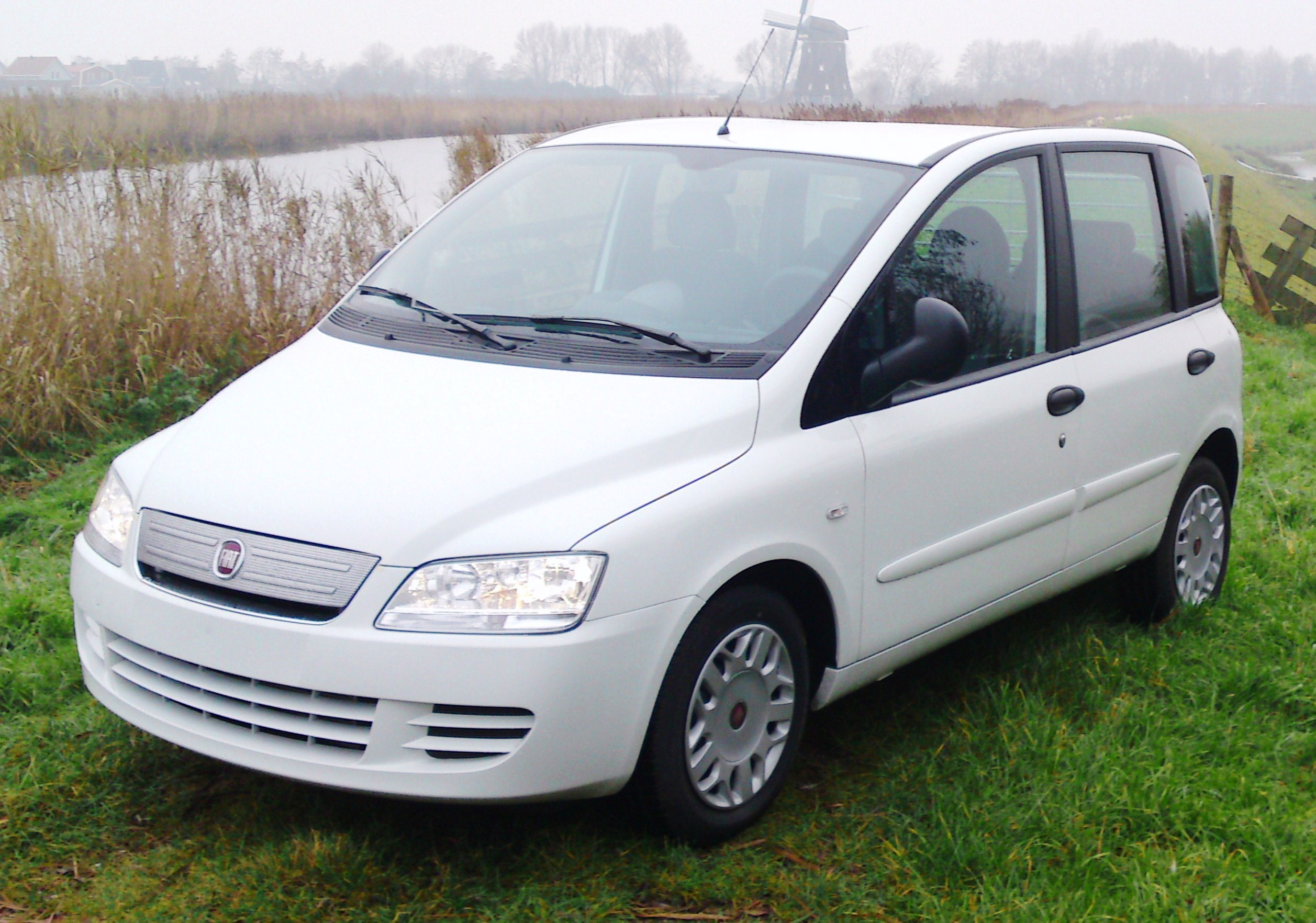
Multipla restyling 2006

Al Salone di Parigi 2006 la Fiat riespone la Multipla grazie a un nuovo aggiornamento estetico concentrato nella mascherina anteriore ora di colore grigio chiaro, nuovi tessuti interni abbinati a inediti colori, nuovi allestimenti lussuosi come l'Emotion (dotato di interni in pelle e cerchi in lega di nuovo disegno) e i nuovi tergicristalli di tipo "AERO".
Rivista anche la gamma motori con l'ingresso del nuovo turbodiesel 1.9 Multijet da 120 cavalli dotato del filtro antiparticolato (DPF) di serie, mentre rimangono in listino le classiche versioni a benzina e a doppia alimentazione.

### Allestimenti e accessori
Al debutto la Multipla II era disponibile in due allestimenti (Active e Dynamic) a cui si aggiunse nel 2005 la versione di punta Family, sostituita poi dalla Emotion l'anno successivo. La dotazione base comprendeva 4 airbag (2 frontali e 2 laterali), il climatizzatore manuale e i sedili anteriori regolabili elettricamente. Il Dynamic aggiungeva l'autoradio CD, cerchi in lega, fendinebbia e sensori di parcheggio posteriori, mentre per il più ricco Emotion comprendeva interni in pelle. Tra gli optional figuravano il controllo elettronico della stabilità (ESP) abbinabile solo alle motorizzazioni turbodiesel, l'antifurto, il tetto apribile e la vernice metallizzata. L'unico pacchetto di accessori disponibile era denominato Audio e riservato alla versione Active.
In previsione dei Giochi olimpici invernali di Torino 2006, la Fiat richiese al designer Franco Sbarro la realizzazione di una versione speciale della Multipla, denominata Multiporta: questa era dotata di un pianale allungato, in modo tale da poter ospitare otto passeggeri che potevano entrare nel mezzo attraverso sei porte.

### Motorizzazioni
| Modello                   | Disponibilità       | Motore                              | Cilindrata cm³ | Potenza        | Coppia max             | Emissioni CO2 (g/km) | 0–100 km/h (secondi) | Velocità max (km/h) | Consumo medio (km/l) |
| 1.6 16V 100               | dal debutto         | 4 cilindri in linea, Benzina        | 1.596          | 76 kW (103 CV) | 145 N·m@4.000 giri/min | 204                  | 12,6                 | 170                 | 11,6                 |
| 1.6 16V Natural Power 100 | dal debutto         | 4 cilindri in linea, Benzina-Metano | 1.596          | 76 kW (103 CV) | 145 N·m@4.000 giri/min | 161                  | 13,5                 | 168                 | 11,1                 |
| 1.9 JTD 115               | dal debutto al 2006 | 4 cilindri in linea, Diesel         | 1.910          | 85 kW (116 CV) | 205 N·m@1.450 giri/min | 174                  | 12,2                 | 176                 | 15,6                 |
| 1.9 Multijet 120 DPF      | dal 2006            | 4 cilindri in linea, Diesel         | 1.910          | 88 kW (120 CV) | 206 N·m@1.450 giri/min | 173                  | 12,0                 | 178                 | 15,8                 |

## Versione cinese

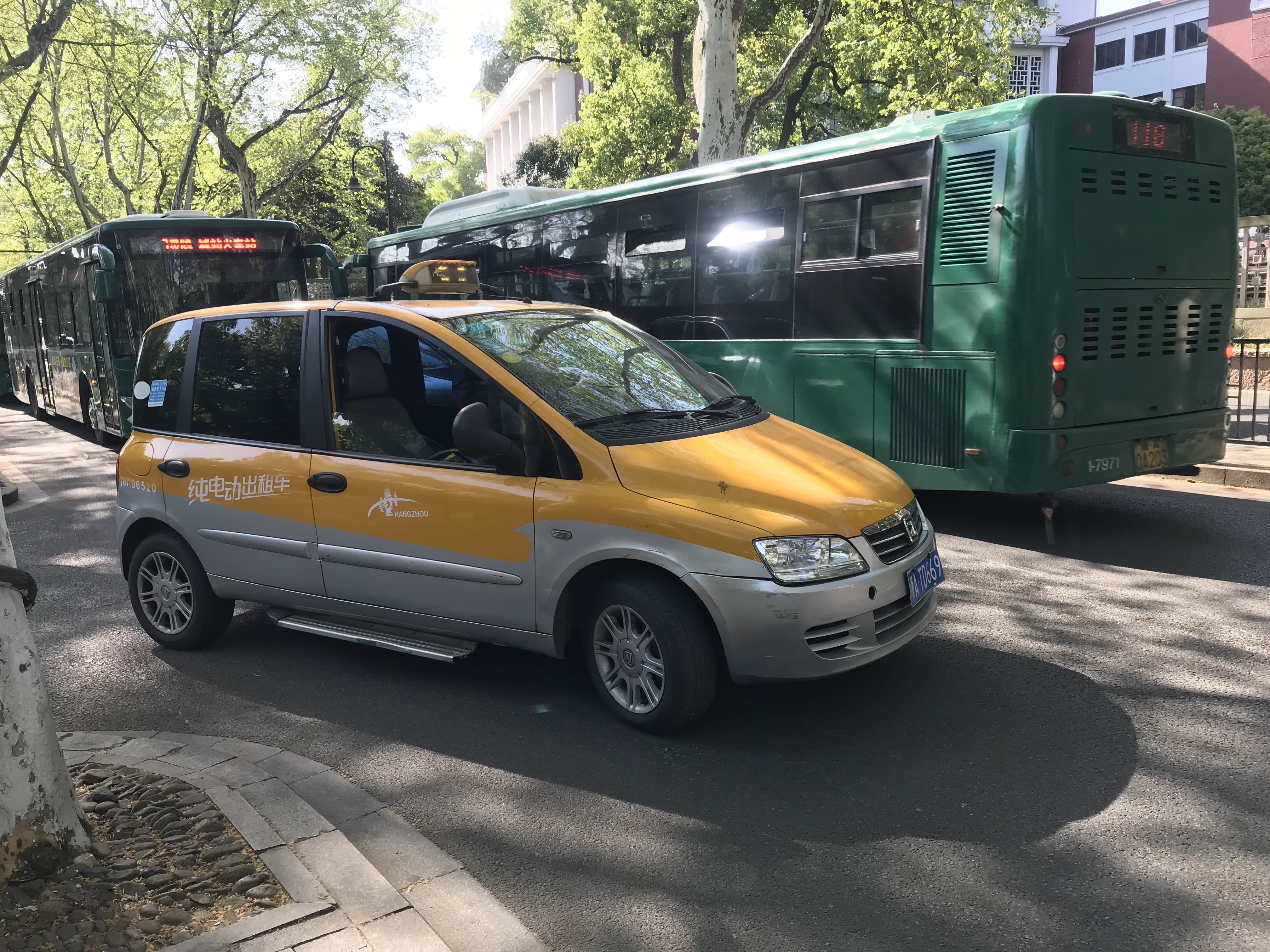
Zotye M300 EV elettrica

Dal 2008 al 2010 la casa automobilistica cinese Zotye ha assemblato per il mercato interno la Multipla II nel suo impianto di Changsha, ribattezzandola "Multiplan". Dall'ottobre 2010, la Zotye ha inoltre iniziato a produrre lo stesso modello ma con pezzi prodotti in loco, invece che con i kit della casa madre di Torino, al fine di abbattere i costi; questa versione è stata chiamata "Langyue". La produzione è terminata nel 2013.
A fine 2012 venne presentata una versione elettrica, ribattezzata Zotye M300 EV, di cui furono prodotti 220 esemplari.